# Hormona concentradora de melanina
L'hormona concentradora de melanina, en anglès: Melanin-concentrating hormone (MCH), és un aminoàcid cíclic 19 orexigènic pèptid hipotalàmic originàriament aïllat de la hipòfisi del peix Teleostis on controla la pigmentació de la pell.
En els mamífers està involucrat en la regulació del comportament alimentari, l'humor, el cicle son-despert i l'equilibri energètic. Les neurones que expressen MCH estan situats en l'hipotàlem lateral i zona incerta. Malgrat aquesta distribució restringida, les neurones MCH es projecten àmpliament al llarg del cervell. Els ratolins knockout MCH són hipofàgics (mengen menys) i són prims i hiperactius. Quan s'administra centralment, augmenta la ingesta d'aliments i l'augment de pes.